# Montignac-Lascaux
Montignac-Lascaux is een gemeente in het Franse departement Dordogne (regio Nouvelle-Aquitaine). Tot het decreet van naamswijziging van 26 februari 2020, heette de gemeente officieel Montignac, terwijl ze lokaal gebruikelijk Montignac-sur-Vézère wordt genoemd. De gemeente telde 2.760 inwoners op 1 januari 2022.
De plaats maakt deel uit van het arrondissement Sarlat-la-Canéda. In Montignac-Lascaux zijn de bekende grotten van Lascaux te vinden.

## Geschiedenis
Montignac-Lascaux werd al bewoond in de periode van het Paleolithicum. Later kwamen de Romeinen in dit gebied. In de middeleeuwen was het een vestingstad.
In de 10e eeuw werd hier een kasteel aan de oever van de Vézère gebouwd. Montignac was een heerlijkheid die door huwelijk in handen kwam van de graven van Périgord. De goederen van de laatste graven Archambaud V en VI werden door het Parlement van Parijs verbeurd verklaard. Koning Hendrik IV verkocht het kasteel en de heerlijkheid in 1603 aan François de Hautefort. Ze bleven in het bezit van zijn familie tot de Franse Revolutie. Het kasteel werd deels ontmanteld in 1825.
Een eerste brug over de Vézère werd gebouwd in 1380. Deze brug werd beschadigd door terugtrekkende protestanten in 1580 tijdens de godsdienstoorlogen. Ze werd hersteld in 1586 maar vernield in 1620 bij een overstroming. Pas in aan het einde van de 18e eeuw werd er een nieuwe brug gebouwd.
Montignac lag aan verschillende handelsroutes. In de 14e eeuw werd het Hôpital Saint-Jean gebouwd. Dit werd bediend door vrouwelijke religieuzen van de nabijgelegen priorij Saint-Georges. De kerk van de priorij werd een parochiekerk van Montignac. Het hospitaal werd in brand gestoken door de protestanten in 1569. Het werd hersteld en bleef ook later dienst doen. In de 18e eeuw was er textielnijverheid in beide stadsdelen aan weerszijden van de Vézère.
De toevoeging "Lascaux" aan de gemeentenaam is van 2020.

## Geografie
De oppervlakte van Montignac-Lascaux bedraagt 37,15 km², de bevolkingsdichtheid is 74 inwoners per km² (per 1 januari 2019). Montignac-Lacaux is bereikbaar vanaf de D704 richting Sarlat-la-Canéda.
De onderstaande kaart toont de ligging van Montignac-Lascaux met de belangrijkste infrastructuur en aangrenzende gemeenten.

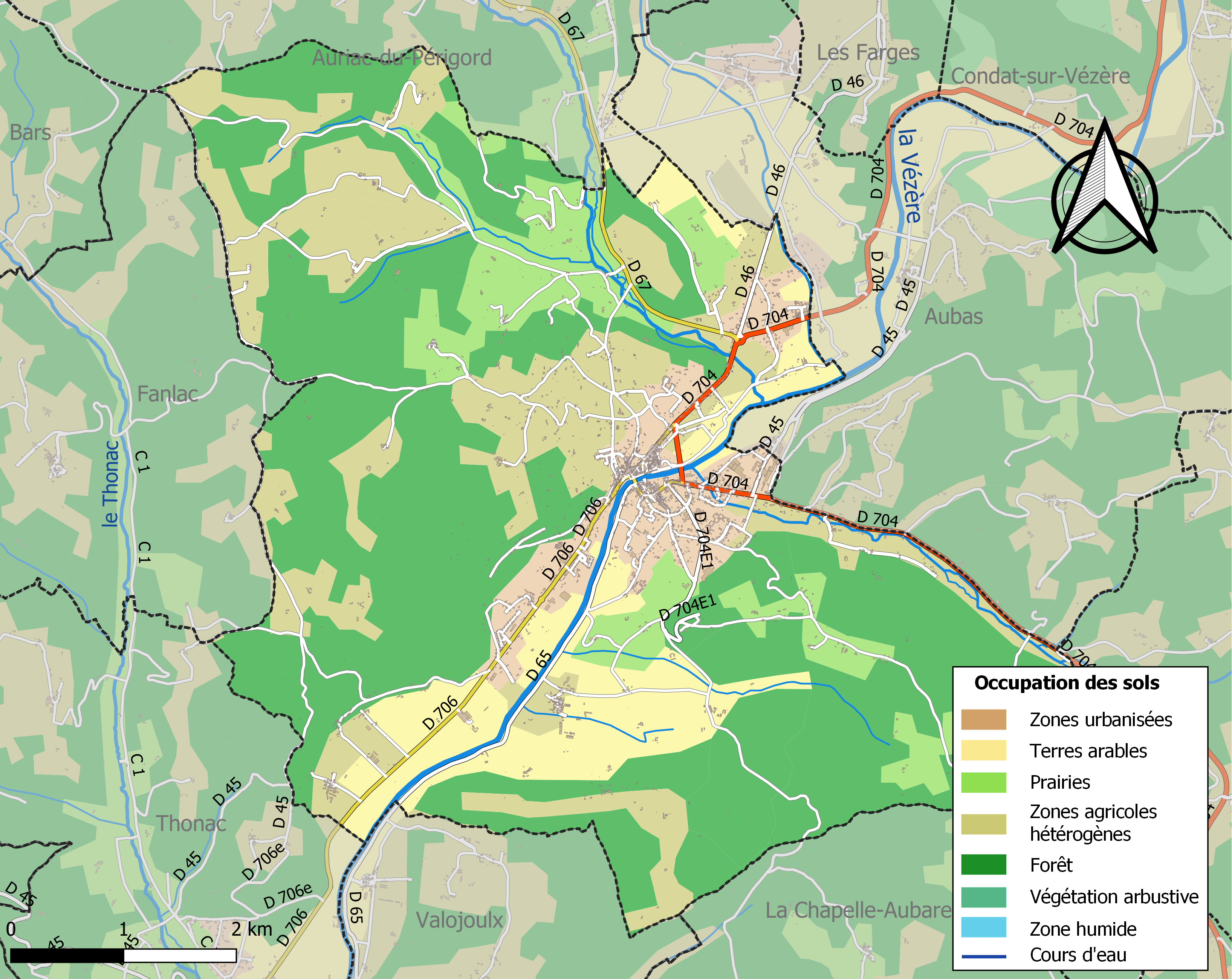

## Demografie
Onderstaande figuur toont het verloop van het inwonertal (bron: INSEE-tellingen).

## Bezienswaardigheden
- Église St-Georges (14e eeuw)
- Grotten van Lascaux
- Kasteel van Montignac
- Oude brug
- Rue de Jardin, met uitzicht op Montignac
- Rue de la Pègeric
- Place d'Armes

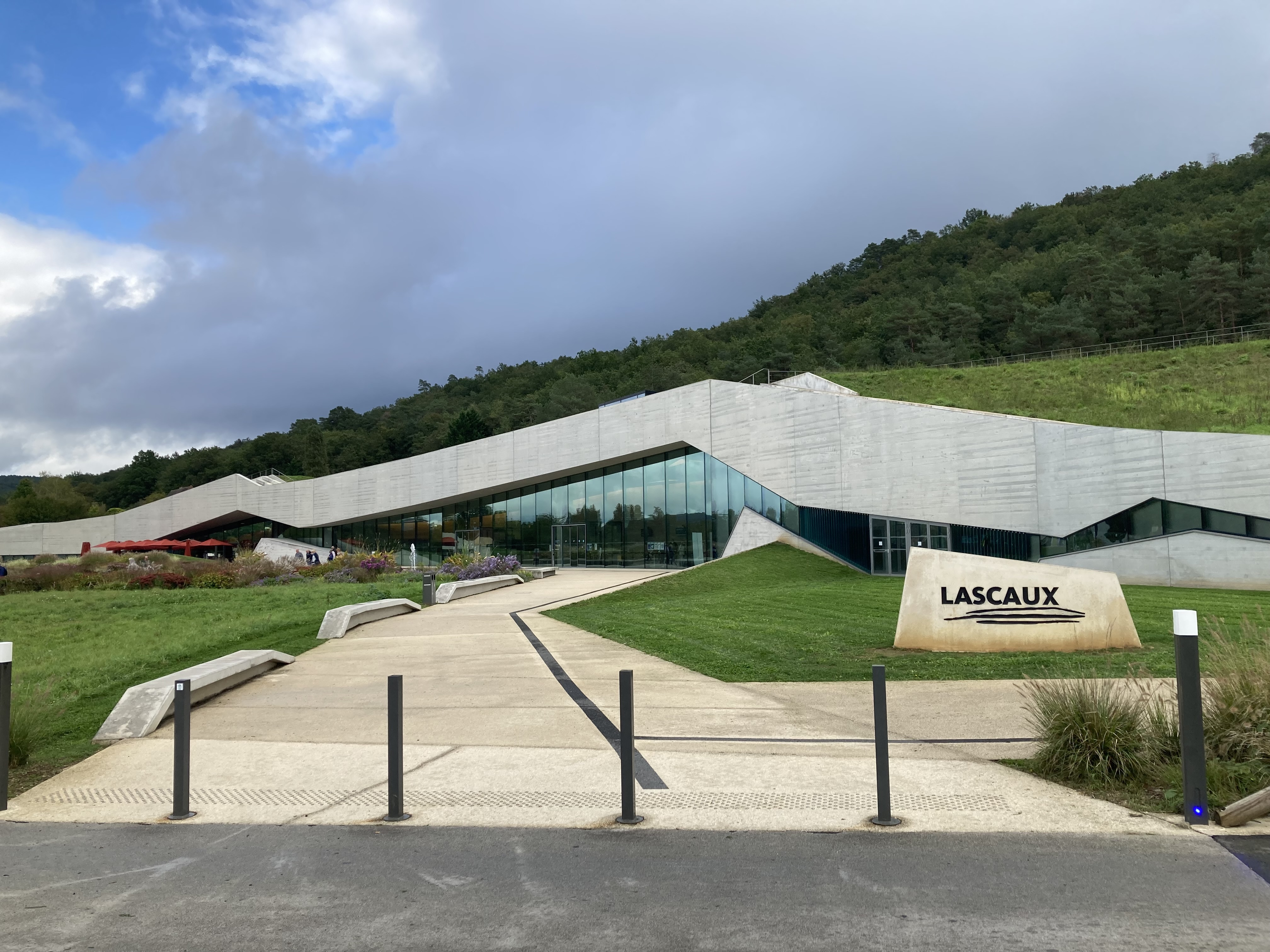
Bezoekerscentrum Lascaux
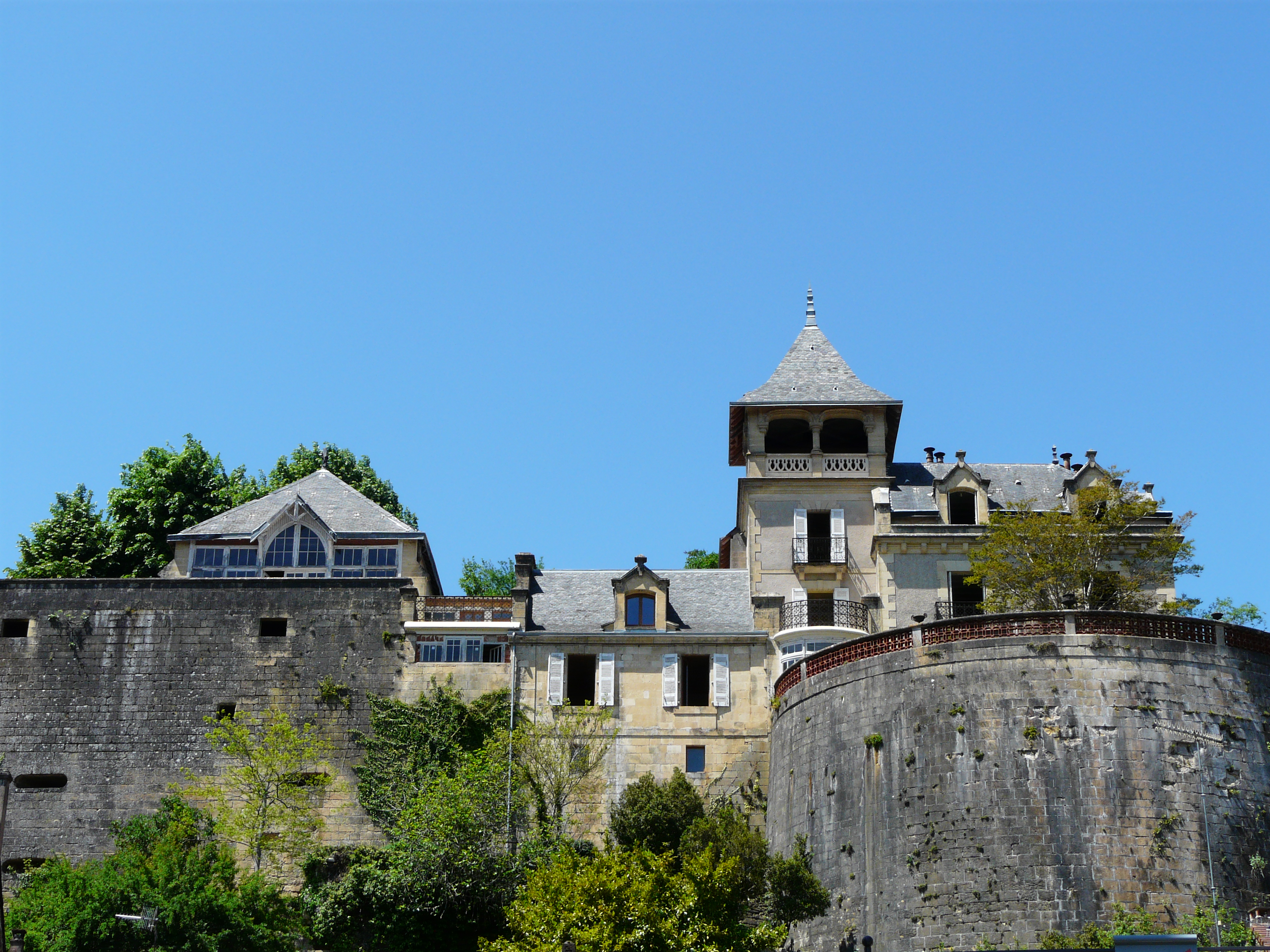
Kasteel van Montignac
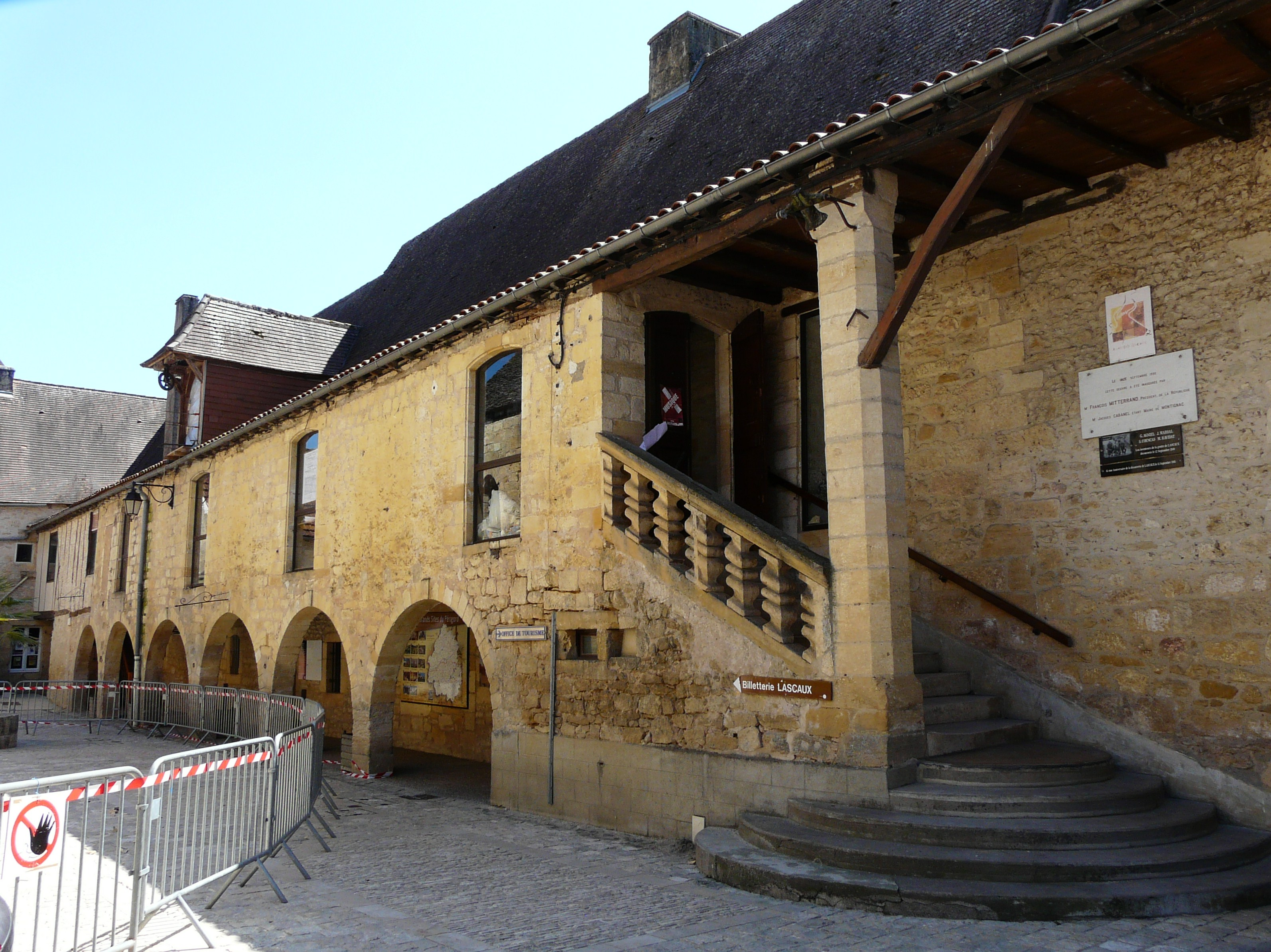
Hôpital Saint-Jean
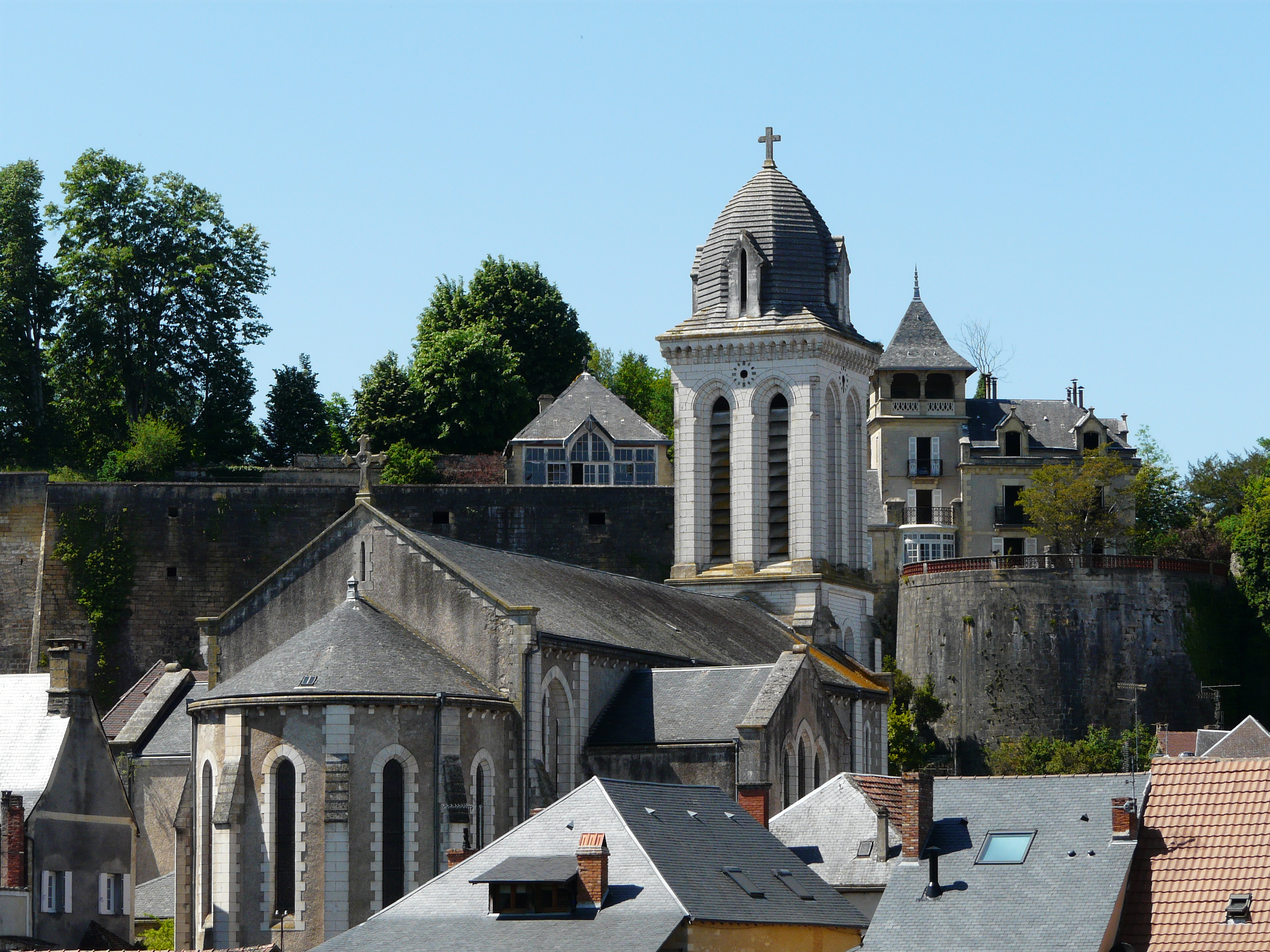
Église Saint-Pierre-ès-Liens
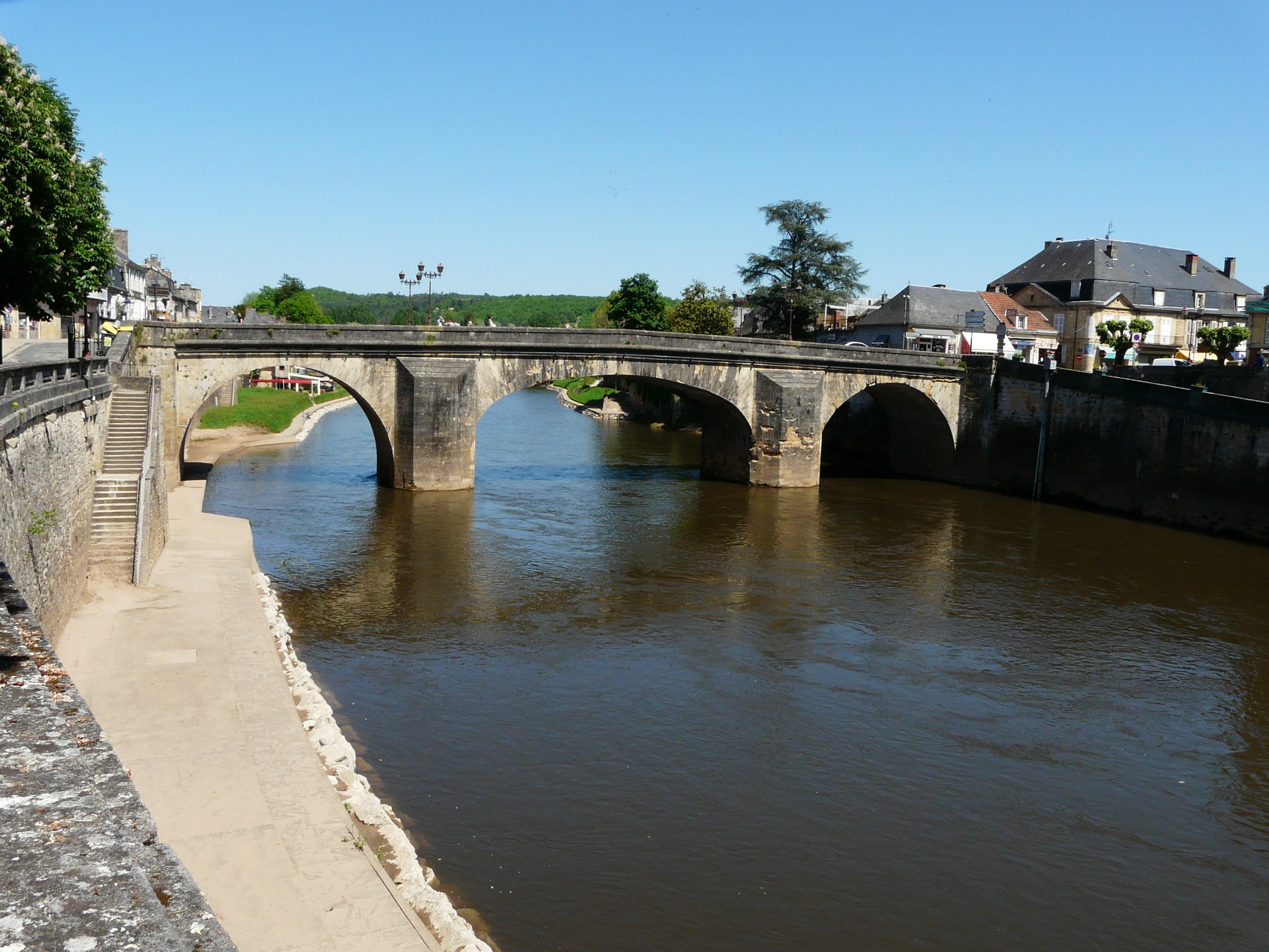
Oude brug over de Vézère
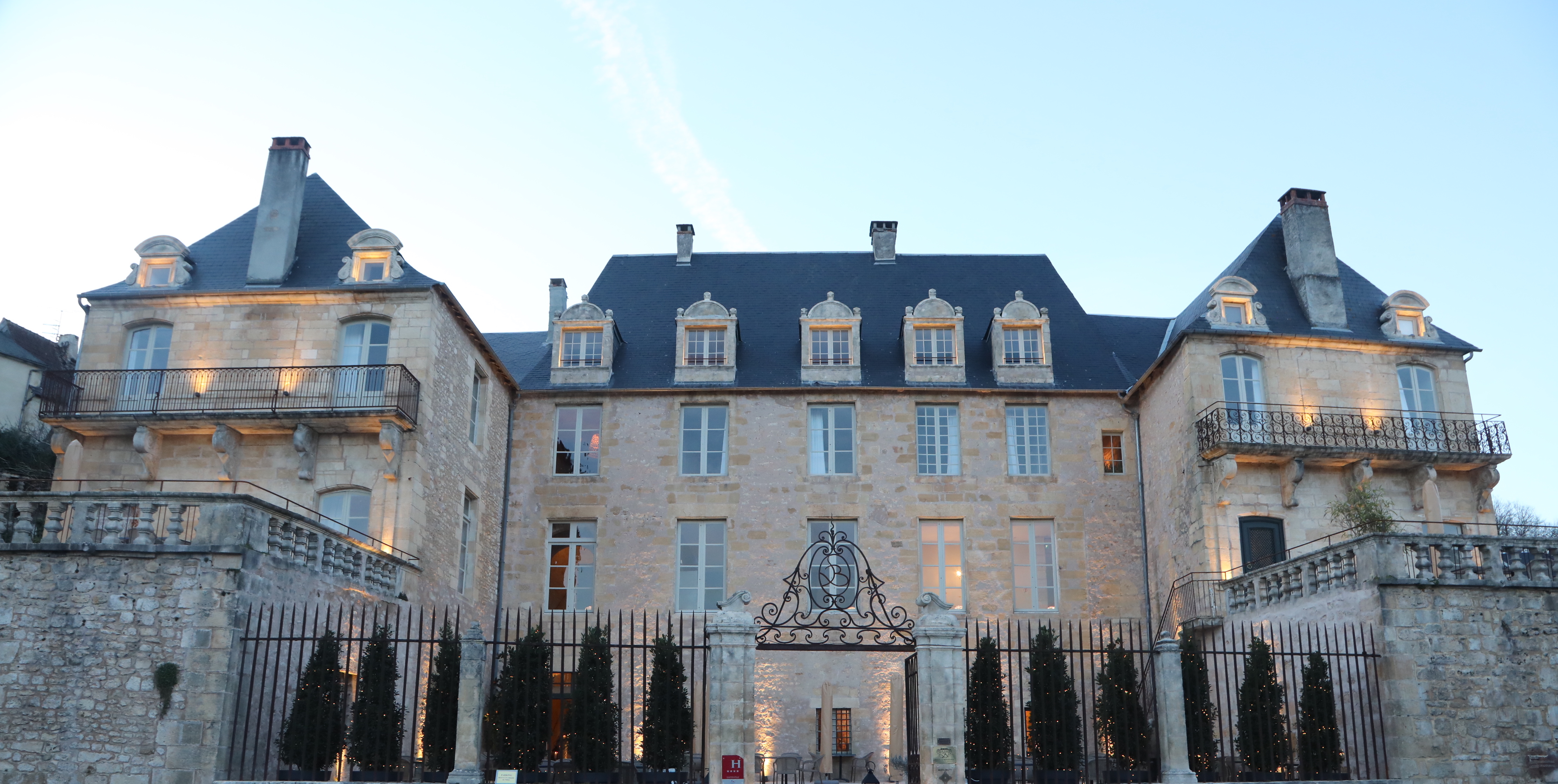
Hôtel de Bouilhac
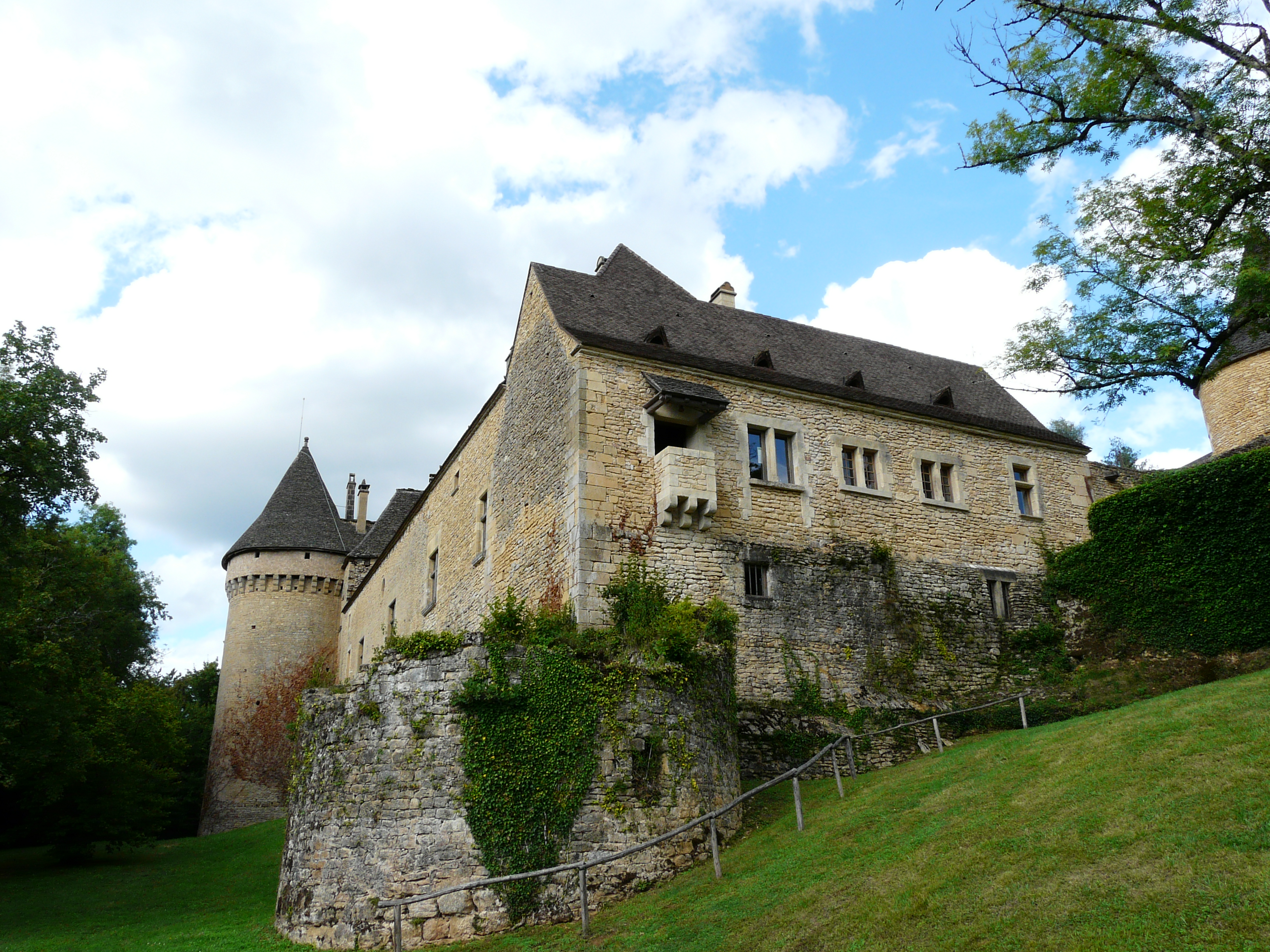
Kasteel van Coulonges
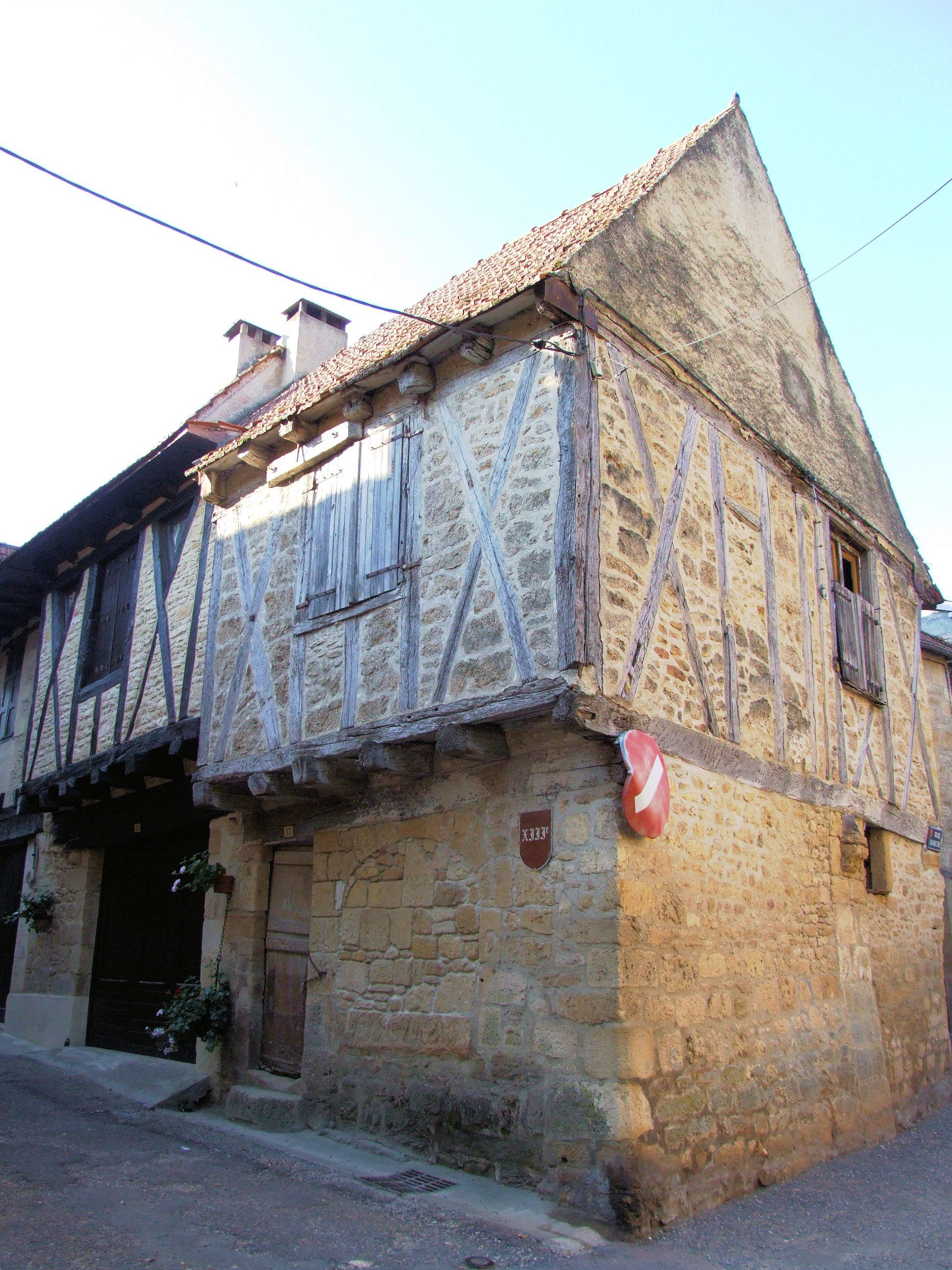
Middeleeuws huis

## Geboren

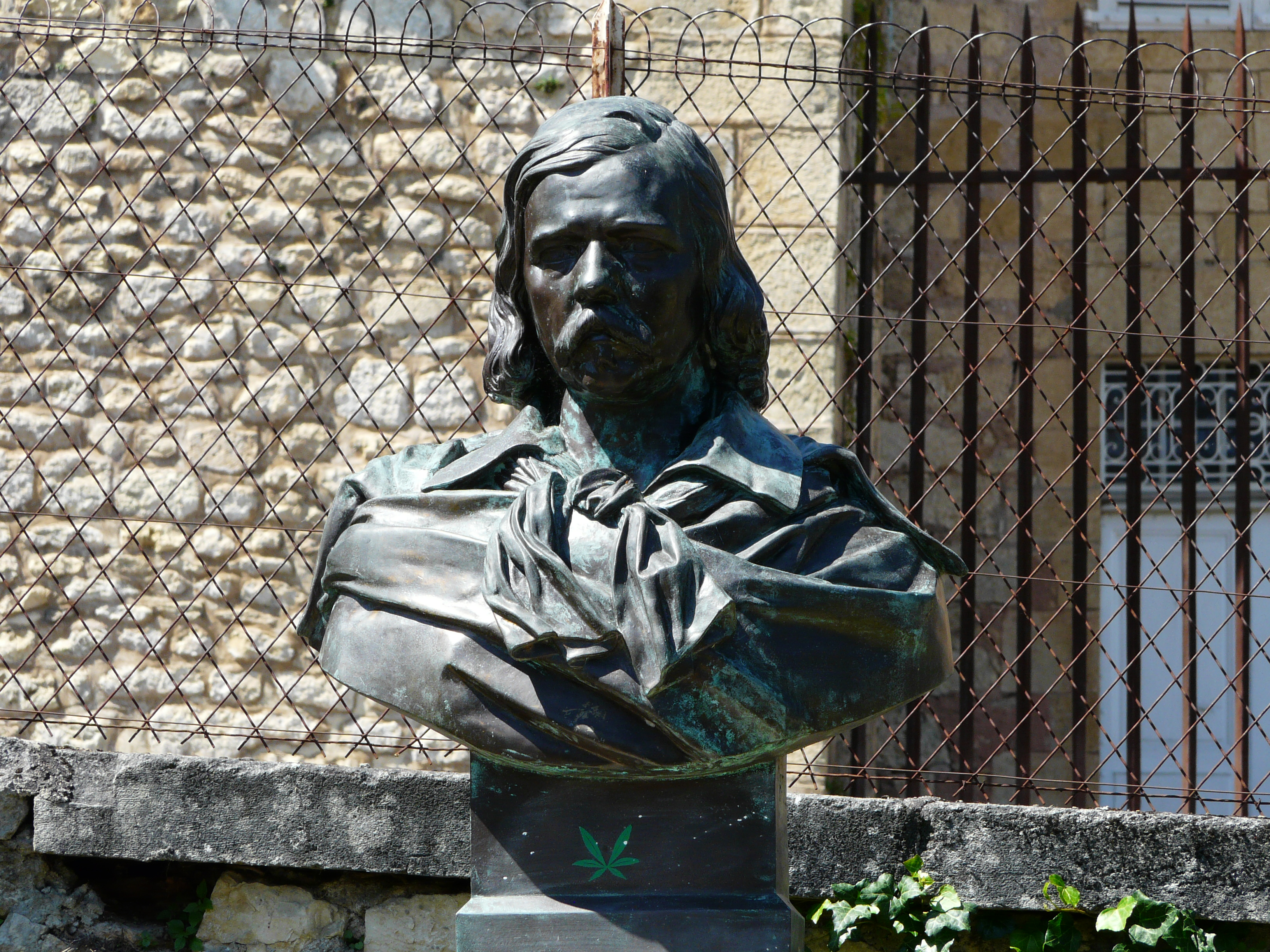
Buste van Pierre Lachambeaudie in Montignac

- Élie Lacoste (1745-1806), politicus
- Antoine Noël (1752-1841), priester
- Joseph Joubert (1754-1824), filosoof
- Pierre Lachambeaudie (1806-1872), schrijver en dichter